# Ísafjarðarbær
Ísafjarðarbær ist eine Stadtgemeinde in der isländischen Region Westfjorde. Am 1. Januar 2023 hatte die Gemeinde 3864 Einwohner, davon lebten 2744 in der Stadt Ísafjörður.

## Geschichte der Gemeinde
Ísafjarðarbær wurde 1996 durch den Zusammenschluss der Stadt Ísafjörður (Ísafjarðarkaupstaður) mit den fünf Landgemeinden Flateyri (Flateyrarhreppur), Mosvallahreppur, Mýrar (Mýrahreppur), Suðureyri (Suðureyrarhreppur) und Þingeyri (Þingeyrarhreppur) gebildet. Durch diese Eingemeindungen wurde der Landkreis (sýsla) Vestur-Ísafjarðarsýsla aufgelöst.
Bereits zuvor waren die Landgemeinden Snæfjöll (Snæfjallahreppur), Grunnavík (Grunnavíkurhreppur), Eyri (Eyrarhreppur) und Sléttuhreppur nach Ísafjörður, sowie Auðkúluhreppur nach Þingeyri eingemeindet worden.

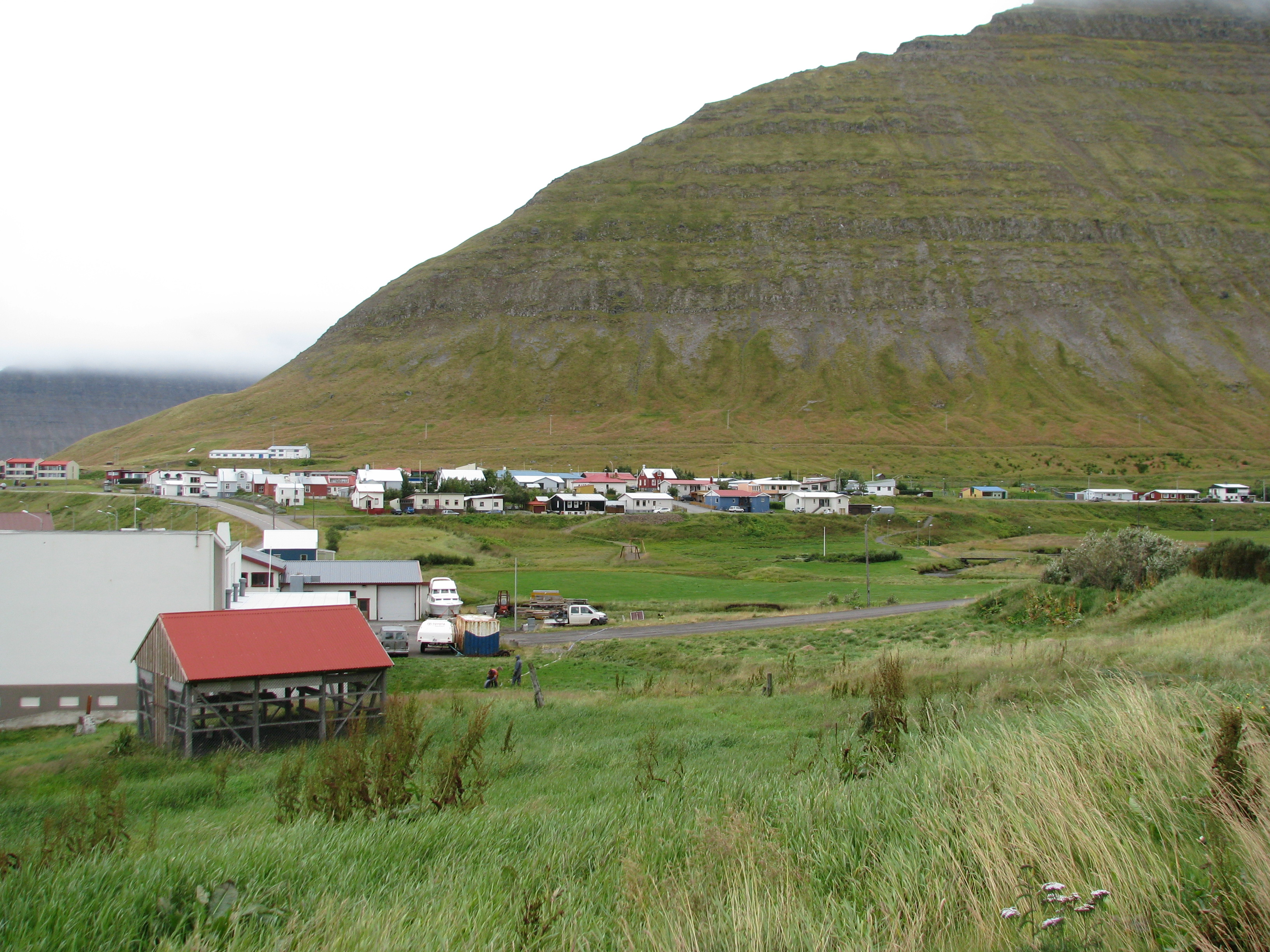
Hnífsdalur
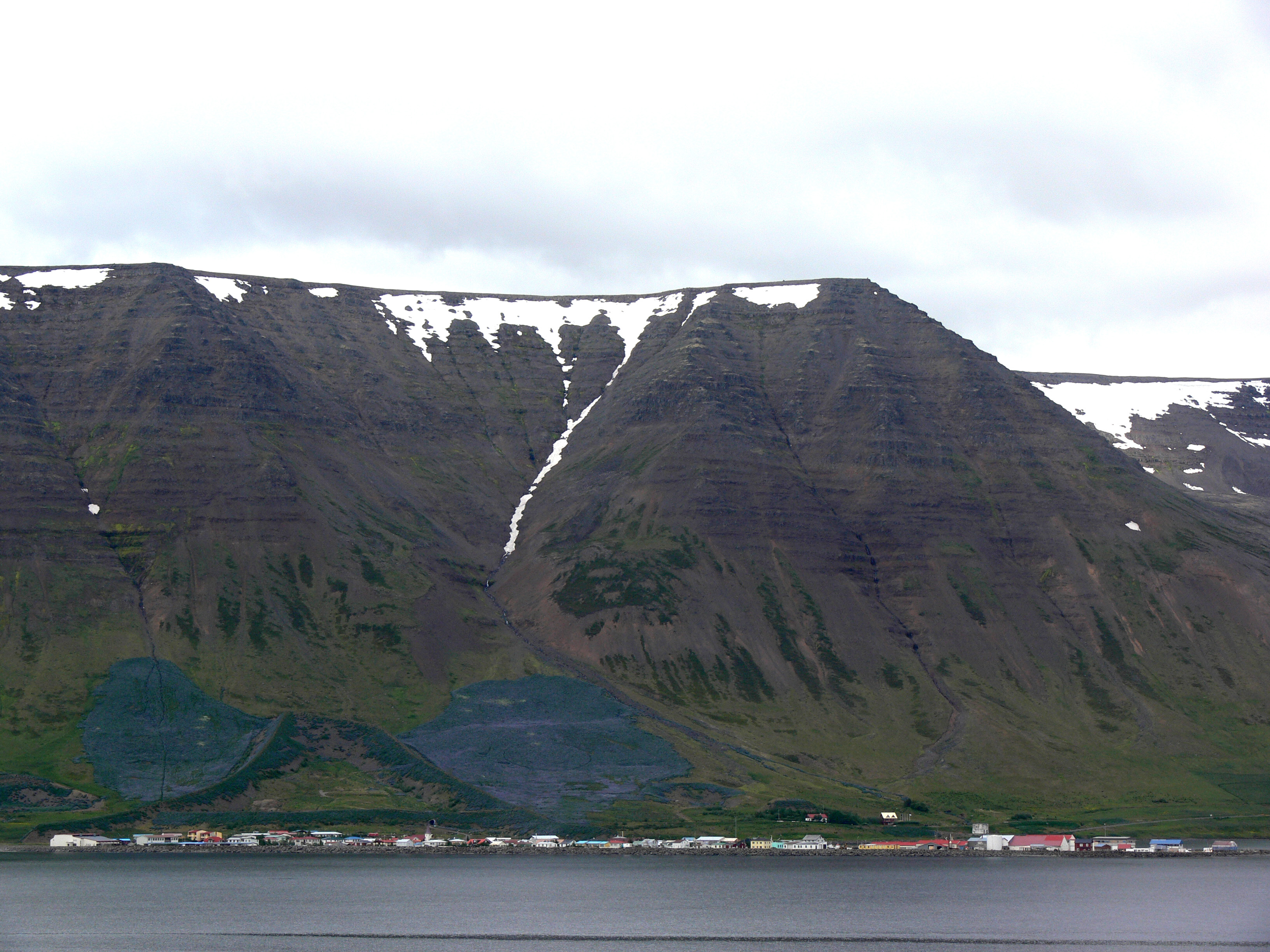
Flateyri
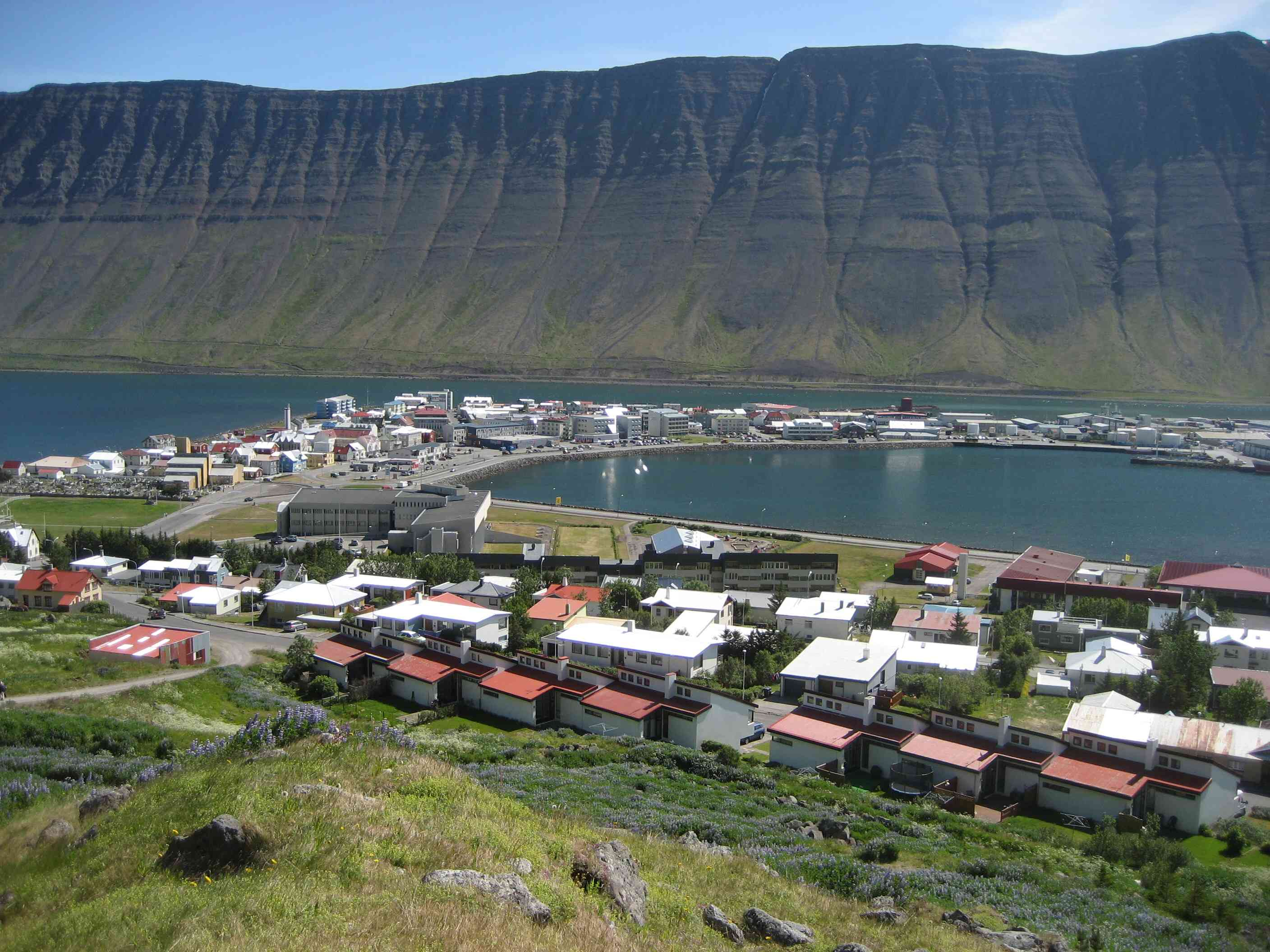
Ísafjörður
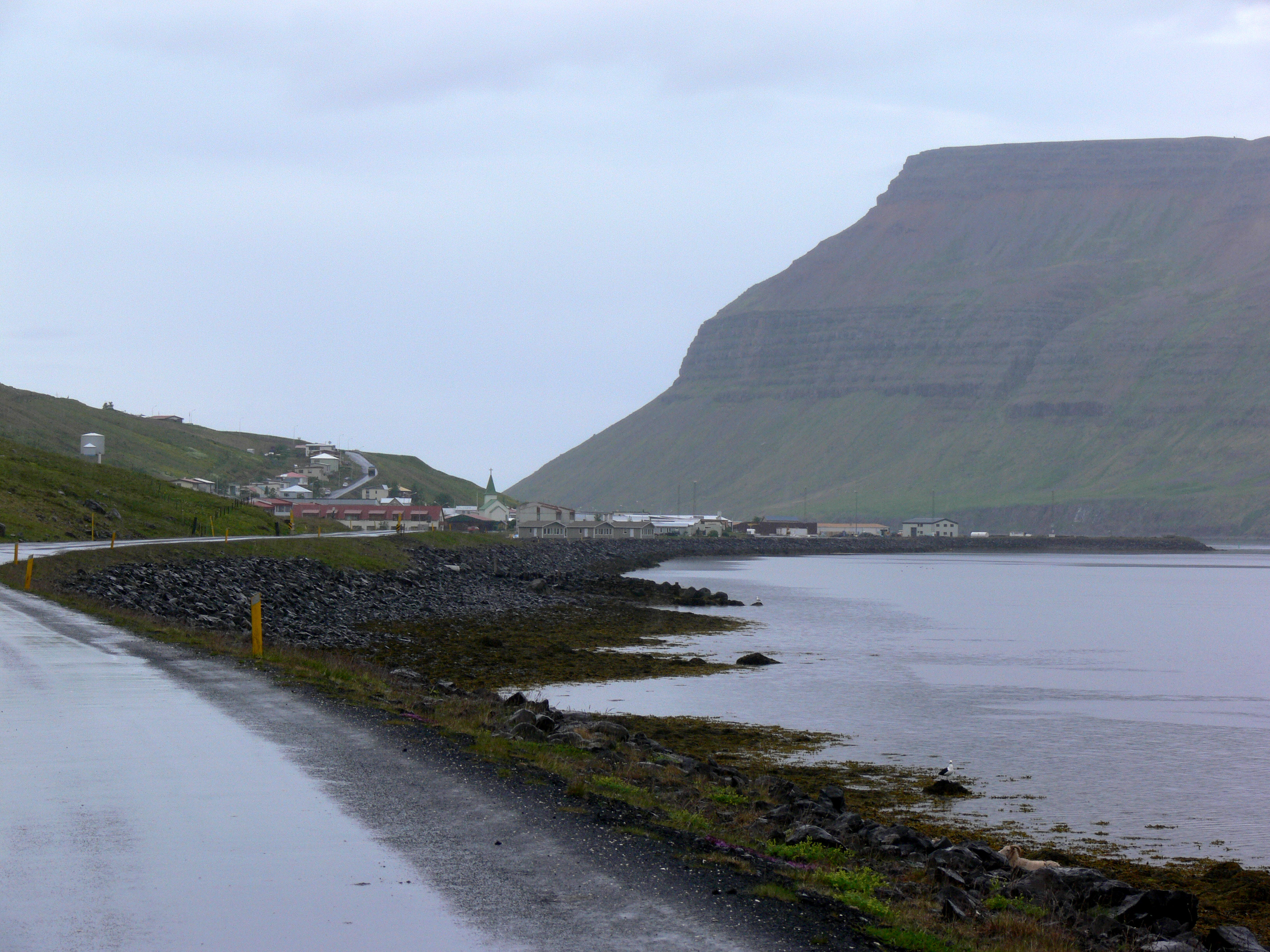
Suðureyri
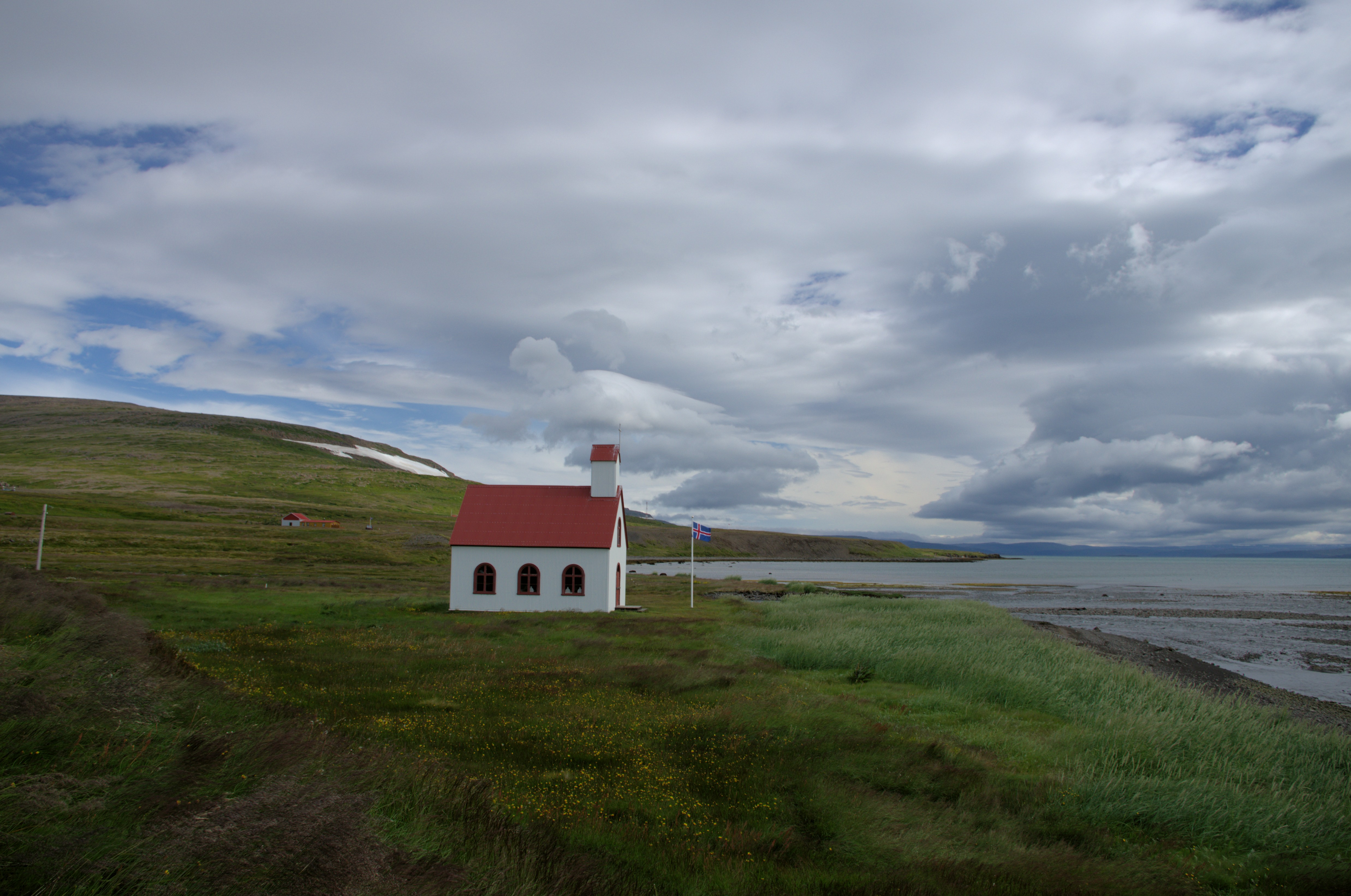
Unaðsdalur

## Orte

### Flateyri
Flateyri ist ein Dorf am Nordufer des Önundarfjörður mit 190 Einwohnern (1. Januar 2023).

### Ísafjörður
Ísafjörður ist mit 2744 Einwohnern (1. Januar 2023) Hauptort und Verwaltungssitz der Gemeinde Ísafjarðarbær.

### Suðureyri
Suðureyri ist ein kleiner Fischerort mit 299 Einwohnern (1. Januar 2023) im Súgandafjörður.

### Þingeyri
Þingeyri ist eine Siedlung im Dýrafjörður mit 280 Einwohnern (1. Januar 2023).

### Jökulfirðir
Im Nordosten des Stadtgebietes liegt das Gebiet der heute kaum besiedelten und wenig besuchten Jökulfirðir, was auf Deutsch „Gletscherfjorde“ bedeutet und sich auf den Drangajökull bezieht.
Am Fjord Ísafjarðardjúp und südwestlich des Gletschers Drangajökull steht auf dem Gehöft Unaðsdalur die 1897 erbaute Holzkirche Unaðsdalskirkja mit einem Dachreiter und einem Kreuz darauf. Sie weist eine Länge von 8,91 m und eine Breite von 6,45 m auf und steht seit 1990 unter Denkmalschutz. Zu den Kunstwerken in ihrem Innern zählen unter anderen ein großes Kreuz, 1888 von dem Bildhauer Guðmundur Pálsson angefertigt, sowie das 1899 von dem dänischen Maler Anker Lund gestaltete Altargemälde, das Christus bei der Heilung des blinden Bartimeus darstellt.
Die 12 km südlich davon gelegene, moderne Melgraseyrarkirkja, die 1972 mit 70 Sitzplätzen auf dem Hof Melgraseyri erbaut wurde, bildet einen auffallenden Kontrast hierzu. Sie befindet sich auf dem Gebiet der Nachbargemeinde Strandabyggð.
An der Bucht Grunnavík, 19 km nordwestlich der Unaðsdalskirkja, steht auf dem verlassenen Hof Staður die 1891 erbaute, Holzkirche Kirche Staðarkirkja í Grunnavík, die von der Gemeinde in Bolungarvík betreut wird. Ihr Turm mit einem Satteldach und einem Kreuz darauf wurde 1932 nachträglich angefügt. Die Kirche ist 7,63 m lang und 5,73 m breit, und seit 1990 steht sie unter Denkmalschutz.
Ein gleichnamiger Hof Staður befindet sich an der Bucht Aðalvík, 13 km Luftlinie nordwestlich der Staðarkirkja í Grunnavík. Auf diesem geschichtsträchtigen Hof, der 1952 verlassen wurde, steht noch die 1904 erbaute Staðarkirkja í Aðalvík. Der Vorgängerbau war eine um 1855 errichtete Torfkirche, und schon im Mittelalter gab es hier eine Kirche, die vor der Reformation der hl. Maria geweiht war. Um 1930 wurde die Kirche, deren Kirchenschiff eine Länge von 7,70 m und eine Breite von 5,80 m aufweist, um einen 2,26 m × 3,80 m großen Chor erweitert, und seit 1990 steht sie unter Denkmalschutz.

## Einwohnerentwicklung
Der Bevölkerungsrückgang zwischen 1997 und 2006 betrug 6,8 %.
| Datum         | Einwohner |
| ------------- | --------- |
| 1. Dez. 1997: | 4.395     |
| 1. Dez. 2003: | 4.127     |
| 1. Dez. 2004: | 4.131     |
| 1. Dez. 2005: | 4.109     |
| 1. Dez. 2006: | 4.098     |
| 1. Dez. 2007: | 3.963     |
| 1. Dez. 2008: | 3.968     |
| 1. Dez. 2009: | 3.897     |
| 1. Dez. 2010: | 3.816     |

## Söhne und Töchter der Gemeinde
- Þorsteinn Löve (* 1923 in Hvammur; † 2002), Leichtathlet
- Benedikt Sigurðsson Gröndal (* 1924 in Önundarfjörður; † 2010), Politiker, isländischer Ministerpräsident
- Jón Laxdal (* 1933 in Ísafjörður; † 2005), Schauspieler und Regisseur
- Vilborg Davíðsdóttir (* 1965 in Þingeyri), Autorin und Journalistin